# Rocky Mount (Virginia)
Rocky Mount è un comune degli Stati Uniti d'America, situato nello Stato della Virginia, nella Contea di Franklin, della quale è il capoluogo.